# Erupció hawaiana
Una erupció hawaiana consisteix en l'emissió de material volcànic, majoritàriament basàltic, de manera efusiva o no explosiva. Ocorre d'aquesta manera a causa que la difusió dels gasos a través de magmes més bàsics (basàltics) pot fer-se de manera lenta però més o menys continuada. Això facilita l'alliberament de pressió progressivament des de la cambra magmàtica. Conseqüentment, les erupcions volcàniques d'aquest tipus no solen ser gaire destructives. Solen generar colades de lava, i pot ser puntual o fissural.